# 飛鳥鍋
飛鳥鍋（あすかなべ）は、奈良県飛鳥・橿原地方の郷土料理。

## 概説
鶏ガラのダシに牛乳を加え、白味噌、醤油、砂糖で調味し、鶏肉と野菜を煮込む鍋料理である。
具材は鶏肉、白菜、白ネギ、シイタケ、ジャガイモ、ニンジン、豆腐、しらたきなど。食べるときは、すき焼きのように溶き卵につけるか、出汁ごと皿に取り薬味を加えて食べる。
飛鳥時代に唐から来た渡来人の僧侶が、寒さをしのぐためにヤギの乳で鍋料理を作ったのが始まりとされる。